# Thennes
Thennes – miejscowość i gmina we Francji, w regionie Hauts-de-France, w departamencie Somma.
Według danych na rok 1990 gminę zamieszkiwało 338 osób, a gęstość zaludnienia wynosiła 42 osoby/km² (wśród 2293 gmin Pikardii Thennes plasuje się na 662. miejscu pod względem liczby ludności, natomiast pod względem powierzchni na miejscu 601.).